# نئودیمیم اکسید
نئودیمیم اکسید (به انگلیسی: Neodymium oxide) با فرمول شیمیایی Nd۲O۳ یک ترکیب شیمیایی است. که جرم مولی آن ۳۳۶٫۴۸ g/mol می‌باشد. شکل ظاهری این ترکیب، بلورهای دستگاه بلوری هگزاگونال خاکستری مایل به آبی است.